# 第一次ブルランの戦い
第一次ブルランの戦い（だいいちじブルランのたたかい、英:First Battle of Bull Run、南部での呼称は第一次マナサスの戦い）は、南北戦争の陸上戦闘では最初の大会戦である。1861年7月21日にバージニア州マナサスの近くで行われた。
南軍北軍双方が急ごしらえの部隊で戦闘を行った。はじめはアービン・マクドウェル准将の指揮する北軍が攻勢を取り、ブルラン・クリーク（ポトマック川水系の支流の一つ）を渡ったが、やがて南軍がジョセフ・ジョンストンとP・G・T・ボーリガード両准将の指揮で押し返し、北軍をワシントンD.C.まで退却させた。南軍が南北戦争の本格化とともに緒戦に大勝したことは、戦争を長期化させる要因になった。

## 背景
エイブラハム・リンカーン大統領は北東バージニア軍の指揮官にアービン・マクドウェル准将を指名した。こらえ性の無い政治家やワシントン市民は、マクドウェルに北バージニアで早く南軍に対する勝利の報せを持ってくるよう突き上げを食らわせていた。しかし、まだ実戦経験の無い軍隊については心配なところがあった。アメリカ陸軍総司令官のウィンフィールド・スコット少将は、「お前達はまだ青二才だ。それは事実だが相手も青二才だ。みんな同じように青二才なんだ」と言った。
アメリカ陸軍の大尉であったトーマス・ジョーダンは、1860年中にワシントンに親南部のスパイ網を構築していた。メンバーには社交界の有名人であり、広い交際範囲を持ったローズ・オニール・グリーンハウも含まれていた。ジョーダンはグリーンハウに暗号コードを与えていた。ジョーダンが南軍に投じてワシントンを離れた後、スパイ網はグリーンハウに委ねられ、引き続き情報が南軍に伝えられていた。1861年7月9日と7月16日、グリーンハウは南軍のボーリガード准将に対し、マクドウェルの計画を含む、第一次ブルランの戦いにつながる北軍の動きに関する重要なメッセージを送っている。
マクドウェルは1861年7月16日にワシントンを出発し、作戦を開始したが、その軍隊はアメリカ大陸では過去最大となる約35,000名（戦闘勢力は28,452名）の勢力であった。マクドウェルの作戦は3隊で西に向かい、2隊はブルランで南軍に対して陽動攻撃を行い、その間にもう1隊が南軍の右翼を南方に回り込んで、リッチモンドからの鉄道を抑え南軍の背後を脅かそうというものだった。マクドウェルの考えでは、これが成功すれば南軍はマナサス中継駅を放棄し、バージニアでの次の防衛線となるラッパハノック川まで後退を余儀なくされ、首都ワシントンに対する圧力が減るはずであった。
対する南軍のポトマック軍は戦闘勢力21,883名であり、ボーリガードの指揮でワシントンからは約25マイル (40 km)のマナサス中継駅付近に駐屯していた。マクドウェルの計画は、北東バージニア軍が数的に劣る敵ポトマック軍を攻撃し、同時にシェナンドー渓谷にいるジョンストンのシェナンドー軍（戦闘勢力8,884名にセオフィラス・ホームズ旅団1,465名が援軍になっていた）にポトマック軍を援護させないように、ロバート・パターソン少将の18,000名の部隊がこれと戦うというものだった。

## 小競り合いの発生

1861年7月の北バージニア
南軍
北軍

北軍はうだるような暑さの中をゆっくりと2日間前進し、センタービルで休憩を取った。マクドウェルはセオドア・ラニオン准将に5,000名を付けて全軍の後衛とした。その間に、ボーリガードが防衛戦をブルランまで引いたので、その側面を衝く方法を探していた。7月18日、ダニエル・タイラー准将の師団を送って南軍の右翼に回り込ませた。しかしタイラー師団はブルランのブラックバーン浅瀬で南軍との小競り合いに引き込まれ前進が止まった。
マクドウェルは自身の作戦の失敗に憤り、代案として南軍の左翼（北西）を攻撃することに決めた。タイラー准将の師団がウォーレントン・ターンパイク沿いのストーン・ブリッジから攻撃をかけ、デイビッド・ハンターとサミュエル・ハインツェルマン両准将の師団が迂回路を通ってさらに西側のサドリー・スプリングス浅瀬を渡る作戦だった。そこまで行けば南軍の左翼後方に回り込めた。また、この主力部隊の攻撃を南軍に邪魔させないよう、タイラー師団隷下のイズラエル・リチャードソン大佐の旅団をブラックバーン浅瀬に残し、南軍右翼に対して嫌がらせ攻撃を行うこととした。パターソン軍がジョンストン軍をシェナンドー渓谷に釘付けにしておけば、援軍は来ないはずであった。マクドウェルの作戦は理論的には十分であったが、幾つか欠陥があった。1つ目は、敵を攻撃するときに時を同じくして開始する必要があったが、急拵えの軍隊ではそこまで練度が上がっていなかったこと。2つ目は、ジョンストン軍を拘束するというパターソン軍の行動に頼るところがあったこと（実際、パターソンは失敗した）。そして、実際に最も大きな影響を及ぼした3つめの問題点である。マクドウェルがぐずぐずしている間に、シェナンドー渓谷のジョンストン軍は徒歩でマナサスギャップ鉄道のピードモント・ステーションに向かい、そこから鉄道でボーリガード軍を援護するためにマナサス中継駅に向かってしまった。

7月18日の状況

7月19日と20日、ブルランで戦陣を張る南軍にかなりの援軍が届いた。ジョンストン軍は移動中であったエドマンド・カービー・スミス准将の旅団を除いて全軍が到着した。新参の部隊の多くはブラックバーン浅瀬の近辺に陣を布き、ボーリガードはそこから北のセンタービルに向けた攻撃を行おうと考えた。古参士官のジョンストンもその作戦に同意した。南北両軍の作戦が同時に行われた場合、互いに反時計廻りに回転して敵の左翼を攻めるという形になるところだった。
マクドウェルはその諜報員から相反する情報を得ていた。このため、ワシントンのタデウス・ロー教授がデモンストレーションをしたことのある熱気球エンタープライズ号を要求し、空中から付近の偵察をすることとした。

## 本格的な戦闘へ

### 北軍の序盤の攻勢

7月21日朝の状況

7月21日の朝、午前2時半にマクドウェルはハンターとハインツェルマンの師団合計約12,000名をセンタービルから進発させ、ウォーレントン・ターンパイクを通って南西に移動し、続いて北西に折れてサドリー・スプリングスに向かわせた。タイラー師団約8,000名は直接ストーン・ブリッジに向かった。経験の浅い部隊は直ちに兵站の問題に直面した。タイラー師団がターンパイク上で主力である側面攻撃軍の前進を妨害することになった。側面攻撃隊が見付けたサドリー・スプリングスに向かう道路は荷車が1台やっと通れるような所が有り不適切だった。ブルランを渡り始めたのはやっと9時半であった。タイラー軍は6時にストーン・ブリッジに到着した。
午前5時15分、リチャードソンの旅団はミッチェル浅瀬越しに南軍の右翼に向けて大砲を放った。そのうちの幾つかがまだ朝食を食べていたボーリガードの本部、ウィルマー・マクリーンの家に当たり、先制攻撃を打たれたことを知らされた。それにも拘わらず、当初の計画に従って北のセンタービルに残っている北軍に対して攻撃の構えをするよう命じた。お粗末な命令や伝達の不備でその命令は実行されなかった。ボーリガードはリチャード・イーウェル准将の旅団に先陣を切らせるつもりだったが、ユニオンミルズ浅瀬にいたイーウェルは、「待機し・・・命令が来れば前進する用意をしておく」よう命令を受けていた。デイビッド・ジョーンズ准将の旅団はイーウェルを支援して攻撃を始めることになっていたが、単独で前進していることになった。テオフィラス・ホームズ准将の旅団も支援することになっていたが、命令は全く届かなかった。
一方、南軍左翼に集結した北軍主力20,000名の前に立ちはだかったのはネイサン・"シャンクス"・エバンス大佐の旅団1,100名に過ぎなかった。エバンスは部隊を割いて、橋でタイラー師団の脅威を直接抑えさせたが、その先方である北軍ロバート・シェンク准将の旅団の弱い攻撃は単なる見せかけだと疑い始めた。ボーリガードの通信隊長であり、8マイル南西のシグナルヒルから観察しているエドワード・アレクサンダー大尉から、北軍主力がサドリー・スプリングスを通って南軍の側面に回ろうとしていることを知らされた。戦闘で初めて使われた旗を用いた信号であったが、アレクサンダーは「貴隊の左翼を見張れ、配置が変わっている」という伝言を送った。エバンスは急遽900名を連れてストーン・ブリッジ正面から移動し、マシューズヒルの斜面に陣取った。以前の陣地よりも北西で少し高くなった所だった。
エバンスは、バーナード・ビー准将とフランシス・バートウ大佐の2個旅団から援軍を受け、側面を2,800名で固めた。この部隊が、ハンター師団の先発隊であるアンブローズ・バーンサイド准将の旅団がブルラン・クリークの浅瀬を渡りヘンリーハウスヒルの北端にあるヤングズブランチを越えて前進する動きをうまく遅滞させた。しかし、タイラー師団のウィリアム・シャーマンが率いる旅団が守備隊のいない浅瀬を渡り、南軍守備隊の右翼を衝いた。この急襲がバーンサイドとジョージ・サイクス少佐による攻撃とかみ合って、午前11時半直前に南軍を崩壊させ、南軍は算を乱してヘンリーハウスヒルまで後退した。

### 南軍の建て直し

正午から2時までのヘンリーハウスヒルへの攻撃

エバンス、ビーおよびバートウの残り部隊がマシューズヒルの陣地から撤退するときに、ジョン・インボーデン大尉砲兵隊の4門の6ポンド砲が支援し、南軍がヘンリーハウスヒルで再結集する間、北軍の前進を止めた。これらの部隊はM・ルイスの「ポーティシ」農園にあったジョンストン本部から到着したばかりのジョンストンとボーリガード両将軍と遭った。南軍にとって幸運だったのは、マクドウェルがこの攻勢をさらに進めて戦略的に重要な陣地を即座に取ろうとしなかったことであり、その代わりにドーガンズリッジからジェイムズ・リケッツ大尉の砲兵中隊とチャールズ・グリフィン大尉の砲兵中隊の大砲で丘に向かって砲撃を開始した。
正午頃に混乱した南軍を支援するためにストーンウォール・ジャクソンのバージニア旅団が到着し、さらにウェイド・ハンプトン大佐の独立混成部隊とJ・E・B・スチュアートの騎兵隊が到着した。ジャクソンはその5個連隊を丘の反対側斜面に置いて直接砲火を浴びないようにし、防衛のために丘の頂上には13門の大砲を集めることができた。大砲を放った後はその反動で丘の反対斜面に下がり、次の弾充填を安全のうちに行うことができた。一方、マクドウェルはリケッツとグリフィンの砲兵中隊にドーガンズリッジから歩兵を支援できる丘に移動するよう命じた。その11門の大砲はジャクソンの13門と300ヤード (270 m)の距離を置いて激しく撃ち合った。南北戦争の他の多くの戦闘の場合とは異なり、この時の南軍砲兵隊には利点があった。北軍の大砲は南軍の滑腔砲の射程内にあり、北軍に多いライフル砲はそのような至近距離では効果が薄く、多くの砲弾が敵の頭上を飛びすぎた。
砲火の犠牲者の一人は85歳の寡婦で病身のジュディス・カーター・ヘンリーで、ヘンリーハウスの寝室から動けなかった。リケッツは砲弾を受け始めたときにヘンリーハウスから飛んでくるものと判断し、大砲をその建物に向けた。一発の砲弾が寝室の壁を突き破り、寡婦の足をもぎ取り、他にも多くの傷を与えた。彼女はその日遅くに死んだ。
ビーはジャクソンに向かって「敵は我々を追い払おうとしている」と叫んだ。ジャクソンは元アメリカ陸軍士官でバージニア州立軍人養成大学の元教授であったが、「諸君、彼らに銃剣をくれてやろう」と答えたと言われている。ビーは「そこにジャクソンが石の壁のように立っている。ここで死ぬことに決めよう。そして勝つんだ。俺に続け」と言って自部隊を鼓舞して再結集させた。ビーの発言と意図については戦後も議論があり、ビーがその後の戦いで瀕死の重傷を負い、部下の士官達も記録を残さなかったので、正確なところは分かっていない。ジョンストン将軍の参謀長バーネット・レット少佐の報告では、ビーとバートウの旅団が厳しい圧力を受けているときにジャクソンが即座に助けに来なかったのでビーは怒っていたと主張した。この意見を支持する人々は、ビーの発言が軽蔑的な意味合いで「あそこに石壁のように立っているジャクソンを見よ」ということだったと信じている。

### 戦いの天王山
北軍砲兵中隊長のグリフィン大尉は南軍に対して縦射できるように、その大砲のうちの2門を戦列の南端に移動させることにした。午後3時頃、これらの大砲が南軍第33バージニア連隊に乗っ取られた。第33バージニア連隊は青い制服を着ていたので、グリフィンの上官である砲兵隊指揮官ウィリアム・バーリー少佐は味方だと勘違いし、グリフィンに撃つなと命じた。砲兵隊を守っていた第11ニューヨーク志願歩兵連隊（エルスワースのズアーブ兵）の側面に至近距離から第33バージニア連隊とステュアートの騎兵隊からの一斉射撃が炸裂し、砲手の多くを殺し、歩兵を逃げ散らせた。この勝機に付け込んだジャクソンは2個連隊にリケッツの砲兵中隊への攻撃を命じ、首尾良く捕獲できた。そこに北軍の歩兵隊も押し寄せ、大砲の所有権が行ったり来たりした。
北軍の大砲を奪ったことで戦闘の流れが変わった。マクドウェルはこの丘での戦いに15個連隊を注ぎ込み、数の上では2対1で勝っていたが、2倍以上の兵力を同時に投入することはできなかった。ジャクソンはその攻撃の手を緩めず、第4バージニア歩兵連隊の兵士に向かって、「敵が50ヤード (45 m)の距離に近づくまで発砲せずに溜めろ。それから発砲して銃剣攻撃だ。突撃する時は怒ったように叫び声を上げろ。」と告げていた。北軍は初めて反乱軍の雄叫びを聞いた。午後4時頃、フィリップ・コック大佐の旅団の2個連隊による攻撃で、最後の北軍部隊がヘンリーハウスヒルから押し返された。

### 北軍の潰走

午後4時以降、北軍の撤退

この戦場の西方では、北軍ハインツェルマン師団のオリバー・ハワード大佐の旅団がチンリッジを占領していた。やはり午後4時頃、シェナンドー渓谷からジュバル・アーリー大佐とカービー・スミス准将の2個旅団が到着して、ハワードの旅団を打ち破った。ボーリガードは全軍に前進を命じた。マクドウェル軍は崩壊して撤退を始めた。
この撤退はブルラン・クリークを渡るまでは比較的秩序だって行われたが、北軍の士官はもはや指揮することが出来なくなっていた。カブラン・クリークに架かる橋の上で北軍の荷車に砲弾が当たって転覆した時、マクドウェル軍に恐怖が走った。兵士達が武器や装備もかなぐり捨ててセンタービルへ向けて這々の体で走り始めると、マクドウェルはディクソン・マイルズ大佐の師団に殿軍を務めるよう命令したが、ワシントンの手前で部隊を再招集することは不可能だった。それに続く混乱の中で数百におよぶ北軍兵士が捕虜になった。そこから至近距離にあるワシントンからは、政治家やその家族を含む富裕な特権階級が北軍の容易な勝利を予測してピクニックに訪れ戦闘を観戦していた。北軍の兵士が無秩序に走って逃げてきたとき、ワシントンへ向かう道は恐怖に捕らわれて馬車で逃げようとする市民達で塞がれてしまった。
ボーリガードとジョンストンはこの勝機を徹底的に押し通すまではやらなかった。アメリカ連合国大統領のジェファーソン・デイヴィスが北軍兵士が逃げる様を見るために戦場に到着し、追撃を奨励したものの、両将軍の軍隊も北軍と同じくらいに乱れきったままであった。ジョンストンがミレッジ・ボーナム准将とジェイムズ・ロングストリート准将の旅団を使って北軍の右側面から割り込ませようとしたが、失敗に終わった。2人の指揮官は互いに罵り合ったが、ボーナムの兵士が北軍殿軍の砲火を浴び、リチャードソンの旅団がセンタービルに向かう道路を塞いでいるのを見て、追撃を中止した。

## 戦闘の後

最初の南軍旗　Stars and Bars

2番目の南軍旗　Stainless Banner

北軍の損失は戦死460名、負傷1,124名、捕虜または不明が1,312名となった。南軍は戦死387名、負傷1,582名、不明13名となった。南軍の旅団指揮者としてはフランシス・バートウ大佐が最初の犠牲者になった。ビー将軍は瀕死の重傷を負い、翌日死んだ。
北軍も北部市民も南軍がワシントン市に進軍してくることを恐れた。この時点ではそれを阻むことができる勢力はほとんどなかった。7月24日、ロー教授が熱気球を飛ばしてマナサス中継駅やフェアファックスの辺りにいる南軍を観察し、南軍が大軍で居る兆候が無いことを確認したが、敵の支配地域内への着陸を余儀なくされた。ローは一晩掛かって救出され参謀本部に報告できた。ローの偵察報告は北軍の指揮官達をホッとさせるものであった。
ボーリガードはこの戦闘の英雄と見なされ、即日、デイヴィス大統領が南軍の大将に昇進させた。ストーンウォール・ジャクソンは疑いもなくこの勝利に対する戦術的貢献者であったが、特に表彰はなされなかった。その活躍は次のバレー方面作戦に持ち越されることになった。アービン・マクドウェルは北軍敗北に対する非難の矢面に立たされ、間もなくジョージ・マクレランにすげ替えられた。マクレランは北軍の総司令官にもなった。マクドウェルはこの13ヶ月後に行われた第二次ブルランの戦いでジョン・ポープ少将が南軍のロバート・E・リー将軍に敗れたときも重大な責任があると非難された。パターソンも指揮官から外された。
この戦闘の名前は1861年以来論議が分かれている。北軍は戦闘の局面の推移に関わった川やクリークの名前を戦闘名にすることが多かった。南軍は近くの町や農園の名前を戦闘名にすることが多かった。アメリカ合衆国国立公園局は南軍の命名による「マナサス」を採用し、戦場跡をマナサス国立戦場公園としたが、北軍が命名したブルランは大衆文学などで広く使われている。
この戦闘の時まで両軍の軍旗が似通っており混乱を招いた。南軍は「星とバー」（Stars and Bars）であり北軍は「星と筋」（Stars and Stripes）であった。この後、南軍は新しい軍旗（Stainless Banner）を採用し、これが南軍とその後の南部を象徴するものになった。アメリカ連合国の国旗を参照。

## 戦闘序列

### 北軍
北東バージニア軍
| 軍                                                  | 師団                                | 旅団 |
| --------------------------------------------------- | ----------------------------------- | --- |
| 北東バージニア軍総司令官 アービン・マクドウェル少将 | 第1師団 Daniel Tyler准将            | - 第1旅団（4個連隊） - 第2旅団（3個連隊、砲兵2個中隊） - 第3旅団（4個連隊、砲兵1個中隊） - 第4旅団（4個連隊、砲兵2個中隊） |
| 北東バージニア軍総司令官 アービン・マクドウェル少将 | 第2師団 デイビッド・ハンター准将    | - 第1旅団（3個連隊・2個大隊、騎兵1個大隊、砲兵1個中隊） - 第2旅団（4個連隊、砲兵1個中隊）                                  |
| 北東バージニア軍総司令官 アービン・マクドウェル少将 | 第3師団 Samuel P. Heintzelman准将   | - 第1旅団（4個連隊、砲兵1個中隊） - 第2旅団（4個連隊、砲兵1個中隊） - 第3旅団（4個連隊）                                   |
| 北東バージニア軍総司令官 アービン・マクドウェル少将 | 第4師団（予備） Theodore Runyon准将 | 旅団化されず（8個連隊） |
| 北東バージニア軍総司令官 アービン・マクドウェル少将 | 第5師団 Dixon S. Miles大佐          | - 第1旅団（4個連隊、砲兵2個中隊） - 第2旅団（5個連隊、砲兵1個中隊）                                                        |

### 南軍
総司令官：ジョセフ・ジョンストン少将
| 軍                                        | 旅団                                                                | 連隊・その他                                                                        |
| ----------------------------------------- | ------------------------------------------------------------------- | ----------------------------------------------------------------------------------- |
| ポトマック軍 P・G・T・ボーリガード准将    | 司令部護衛                                                          | - 1個騎兵中隊                                                                       |
| ポトマック軍 P・G・T・ボーリガード准将    | 第1旅団 Milledge Luke Bonham准将                                    | - 6個歩兵連隊 - 2個騎兵大隊・2個騎兵中隊 - 1個軽野砲中隊・1個榴弾砲大隊             |
| ポトマック軍 P・G・T・ボーリガード准将    | 第2旅団 リチャード・イーウェル准将                                  | - 3個歩兵連隊 - 1個騎兵大隊 - 1個野砲中隊                                           |
| ポトマック軍 P・G・T・ボーリガード准将    | 第3旅団 David Rumph Jones准将                                       | - 3個歩兵連隊 - 1個騎兵中隊 - 1個野砲中隊                                           |
| ポトマック軍 P・G・T・ボーリガード准将    | 第4旅団 ジェイムズ・ロングストリート准将                            | - 4個歩兵連隊 - 1個独立騎兵分隊（テキサス・レンジャー） - 1個騎兵中隊 - 2個野砲小隊 |
| ポトマック軍 P・G・T・ボーリガード准将    | 第5旅団 Philip St. George Cocke准将                                 | - 6個歩兵連隊 - 1個騎兵連隊・2個騎兵中隊 - 1個野砲中隊・1個野砲小隊                 |
| ポトマック軍 P・G・T・ボーリガード准将    | 第6旅団 ジュバル・アーリー准将                                      | - 4個歩兵連隊 - 1個騎兵中隊 - 2個野砲中隊                                           |
| ポトマック軍 P・G・T・ボーリガード准将    | 第7旅団 Nathan George Evans准将                                     | - 2個歩兵連隊 - 2個騎兵中隊 - 1個野砲小隊                                           |
| ポトマック軍 P・G・T・ボーリガード准将    | 予備旅団 Theophilus H. Holmes准将                                   | - 2個歩兵連隊 - 1個野砲中隊                                                         |
| ポトマック軍 P・G・T・ボーリガード准将    | ハンプトン軍団                                                      | - 6個歩兵中隊 - 2個騎兵中隊                                                         |
| シェナンドー軍 ジョセフ・ジョンストン少将 | 第1旅団 ストーンウォール・ジャクソン准将                            | - 5個歩兵連隊 - 1個野砲連隊                                                         |
| シェナンドー軍 ジョセフ・ジョンストン少将 | 第2旅団 Francis S. Bartow大佐（負傷） Lucius Jeremiah Gartrell大佐  | - 2個歩兵連隊 - 1個野砲中隊                                                         |
| シェナンドー軍 ジョセフ・ジョンストン少将 | 第3旅団 Barnard Elliott Bee, Jr.准将（戦死） States Rights Gist大佐 | - 4個歩兵連隊 - 1個野砲中隊                                                         |
| シェナンドー軍 ジョセフ・ジョンストン少将 | 第4旅団 エドマンド・カービー・スミス准将（負傷） Arnold Elzey大佐   | - 2個歩兵連隊・1個歩兵大隊 - 1個野砲中隊                                            |
| シェナンドー軍 ジョセフ・ジョンストン少将 | 独立砲兵                                                            | - 1個野砲中隊                                                                       |
| シェナンドー軍 ジョセフ・ジョンストン少将 | 独立騎兵                                                            | - 1個騎兵連隊                                                                       |